# Karl Federhofer
Karl Federhofer (* 5. Juli 1885 in Knittelfeld, Steiermark; † 6. November 1960 in Graz) war ein österreichischer Bauingenieur. 
Federhofer war der Sohn eines Lokomotivführers und besuchte die Schule in Linz und Graz. 1903 bis 1908 studierte er Bauingenieurwesen an der TH Graz, an der er 1909 bei Ferdinand Wittenbauer promovierte. 1913 habilitierte er sich an der Montanistischen Hochschule Leoben.
Er war kurz im Baudienst der österreichischen Staatsbahnen und dann im Staatsbaudienst der Steiermark tätig. Von 1914 und 1920 führte er als Statthalterei-Ingenieur das Brückenbaureferat des Landes Steiermark. In dieser Zeit wurde ihm der Titel Baurat verliehen. Von 1916 und 1918 arbeitete er zudem als Hilfslehrer für bautechnische Fächer an der Staatsgewerbeschule (Ortweinschule) in Graz, da das Kollegium durch kriegsdienstleistende Lehrer reduziert war.
Obwohl bereits 1918 berufen, lehrte Federhofer politisch bedingt erst ab 1920 als ordentlicher Professor für Mechanik an der Deutschen Technischen Hochschule Brünn und 1923 ordentlicher Professor für Allgemeine Mechanik, Hydro- und Aeromechanik an der TH Graz. Dort blieb er bis zu seiner Emeritierung. 1925/26 war er Dekan der Fakultät für Bauingenieurwesen und 1928/29 Rektor. 1938/39 war er in Graz in führender Position im Nationalsozialistischen Deutschen Dozentenbund und 1939/40 war er Ehrenmitglied der akademischen Fliegergruppe.
Er erhielt 1931 eine Berufung an die TH München, 1939 an die TH Wien und 1941 nach Breslau, was er aber alles ablehnte. Ab 1934 vertrat er Österreich im Internationalen Komitee für Technische Mechanik.
Ab 1946 war er Mitherausgeber des Österreichischen Ingenieurarchivs.
Federhofer forschte insbesondere zu Problemstellungen der Elastostatik, Elastokinetik, Stabilitätstheorie von Stäben, Platten und Schalen, Kinematik, Kinetostatik und Dynamik. Er baute die graphische Behandlung der Dynamik seines Lehrers Wittenbauer weiter aus.
1935 wurde er korrespondierendes und 1939 volles Mitglied der Österreichischen Akademie der Wissenschaften und war Ehrendoktor der TH Wien (1952) und der TH Darmstadt (1955). 1955 wurde er mit dem Goldenen Ehrenring der Landeshauptstadt Graz ausgezeichnet. 1959 erhielt er das Österreichische Ehrenzeichen für Wissenschaft und Kunst.
Er ist der Vater des Musikwissenschaftlers Hellmut Federhofer und der Onkel des Bauingenieurs Friedrich Reinitzhuber.

## Schriften (Auswahl)
- Graphische Kinematik und Kinetostatik des starren räumlichen Systems, Springer 1928
- Graphische Kinematik und Kinetostatik, Springer 1932 (Ergebnisse der Mathematik und ihrer Grenzgebiete)
- Dynamik des Bogenträgers und Kreisringes, Springer 1950
- Prüfungs- und Übungsaufgaben aus der Mechanik des Punktes und des starren Körpers, 3 Teile, Springer 1950, 1951
- Aufgaben aus der Hydromechanik, Springer 1954